# 哆囉嘓西堡
哆囉嘓西堡，是台灣南部自清治時期至日治初期的一個行政區劃，其範圍包括今台南市的白河區中部及東山區西北部。
哆囉嘓西堡北邊為下茄苳南堡，東邊及東南邊為哆囉嘓東下堡，西南邊為果毅後堡、鐵線橋堡。

## 管轄街庄
哆囉嘓西堡共轄7個街庄：
- 今白河區境內：糞箕湖庄、崁仔頭庄
- 今東山區境內：番社街、許秀才庄、田尾庄、頂窩庄、吉貝耍庄